# Wilfried Kugel
Wilfried Kugel (* 1949 in Berlin) ist ein deutscher Physiker, Psychologe und Autor.

## Leben
Nach dem Schulbesuch studierte Kugel ab 1969 an der Freien Universität Berlin Physik und Psychologie. Mit einer Arbeit am Institut für Experimentalphysik der Freien Universität Berlin erwarb er 1978 das Diplom in Physik. Von 1977 bis 1980 war er Sprecher des Forschungsprojekt-Schwerpunkt „Biokommunikation“ am Institut für angewandte Statistik des Fachbereichs Informatik der Technischen Universität Berlin. 1987 promovierte er an der Freien Universität Berlin summa cum laude zum Dr. phil. 1987/1988 rekonstruierte und restaurierte Kugel im Auftrag des Filminstituts Düsseldorf den Stummfilm Der Student von Prag. Von 1989 bis 1991 arbeitete er als wissenschaftlicher Mitarbeiter am Heinrich-Heine-Institut in Düsseldorf. Von 1997 bis 2000 leitete er das Gast-Forschungsprojekt „Prognostizierbarkeit stochastischer Ereignisse“ am Institut für Experimentalphysik der Freien Universität Berlin.
Seit den 1990er-Jahren ist Kugel durch eine Reihe von Aufsätzen, Büchern und Vorträgen zu zeitgeschichtlichen Themen hervorgetreten: So veröffentlichte er Biografien von Hanns Heinz Ewers und Erik Jan Hanussen. Kugel erwarb in den Jahren 1991 und 1992 die Rechte an Ewers literarischem Werk und gewann einen diesbezüglichen Rechtsstreit gegen den Herbig-Verlag. 2012/2013 rekonstruierte Wilfried Kugel in Zusammenarbeit mit dem Filmmuseum München und im Auftrag von ZDF/arte den Stummfilm Der Student von Prag erneut, nun viragiert.
Gemeinsam mit Alexander Bahar legte Kugel 2001/2013 eine umfassende Studie zum Reichstagsbrand von 1933 vor, in der die angebliche Alleintäterschaft des niederländischen Kommunisten Marinus van der Lubbe in Frage gestellt wird. Gestützt auf eine Fülle von – zum Teil zuvor nicht ausgewerteter – Materialien (z. B. ca. 50.000 Blatt originale Akten der Reichstagsbrandkommission von 1933) wird die Auffassung vertreten, der Brand sei von Nationalsozialisten im Umkreis von Hermann Göring gelegt worden.

## Schriften
- Der Unverantwortliche. Das Leben des Hanns Heinz Ewers. Grupello, Düsseldorf 1992, ISBN 3-928234-04-8
- Hanussen. Die wahre Geschichte des Hermann Steinschneider. Grupello, Düsseldorf 1998, ISBN 3-928234-75-7
- Mit Alexander Bahar: Der Reichstagsbrand. Wie Geschichte gemacht wird. edition q, Berlin 2001, ISBN 3-86124-513-2
- Mit Alexander Bahar: Der Reichstagsbrand. Geschichte einer Provokation. PapyRossa, Köln 2013, ISBN 978-3-89438-495-1